# We Were Soldiers - Fino all'ultimo uomo
We Were Soldiers - Fino all'ultimo uomo (We Were Soldiers) è un film del 2002 diretto da Randall Wallace.
La trama ruota attorno alla battaglia di Ia Drang, uno degli scontri più violenti e importanti del conflitto tra l'esercito statunitense e quello nordvietnamita. Il film si basa sul libro We Were Soldiers Once ... And Young del tenente colonnello Hal Moore,  e del reporter Joseph Galloway, che presero parte alla battaglia.

## Trama
Dopo la sconfitta francese in Indocina, gli Stati Uniti si preparano a intervenire in Vietnam. Il comandante del Primo Battaglione del 7º Reggimento Cavalleria, 1ª Divisione Cavalleria (Aeromobile), Hal G. Moore è un ufficiale di lunga esperienza militare che con le sue truppe si accinge a combattere per la prima volta in Vietnam. Il film illustra (come in Full Metal Jacket di Stanley Kubrick) dapprima l'addestramento dei soldati e poi il trasferimento sul teatro degli scontri, in particolare nella valle del fiume in secca Ia Drang.
Prima di partire per il Vietnam Moore fa un discorso al suo battaglione:
Durante l'ultima notte trascorsa a Fort Benning, dove gli ufficiali si sono trasferiti con le proprie famiglie prima della partenza, viene celebrata una festa a cui partecipano i vertici militari. In quel frangente, Moore scopre da un suo superiore che la sua unità è stata rinominata 1º Battaglione del 7º Reggimento Cavalleria: lo stesso del Generale Custer che era stato duramente sconfitto a Little Big Horn. Inoltre, siccome il presidente Lyndon B. Johnson non aveva dichiarato lo stato d'emergenza nazionale, il battaglione di Moore sarebbe stato ridotto dei suoi soldati più anziani e meglio addestrati, circa un terzo del suo organico.
L'azione passa dunque alla battaglia e mostra con cura l'organizzazione delle forze vietnamite e il loro capo che, dall'interno di un bunker sotterraneo, dà gli ordini e coordina i movimenti della sua divisione, circa 4000 uomini.
La battaglia è violentissima e gli uomini di Moore periscono in gran numero ma, grazie all'intervento dell'aviazione, riescono ad aver la meglio sulle truppe vietnamite.
La fine delle ostilità, durate tre giorni, sembrerebbe suggerire che gli Stati Uniti abbiano vinto la battaglia; in realtà non fu così, poiché nessuna delle due parti raggiunse pienamente il proprio obiettivo e, relativamente all'esito della guerra, gli scontri si conclusero sostanzialmente con una situazione di stallo.

## Analisi
La scena finale mostra il comandante delle truppe vietnamite che presidiavano la collina di fronte ad una bandierina americana lasciata sul campo di battaglia dire "... questa diventerà una guerra americana. Ma il risultato sarà lo stesso, solo che ci arriveremo con un numero incalcolabile di morti", preannunciando allo spettatore l'esito della guerra in Vietnam. Le inquadrature enfatizzano notevolmente la scena finale della battaglia, dove Moore - come aveva promesso - oltre ad essere stato il primo a scendere dall'elicottero prima della battaglia è l'ultimo che stacca i piedi da terra, una volta assicuratosi che tutti i suoi soldati, vivi o morti, siano sugli elicotteri per tornare a casa.
Una parte consistente della trama è inoltre dedicata anche a mostrare il logorante compito svolto dalla moglie del colonnello, Julie, volontaria per il recapito dei telegrammi alle famiglie dei caduti, a cui cerca di portare aiuto e conforto. Il ruolo di narratore, oltre che di protagonista in alcune fasi dell'azione, è svolto da un giovane, Joe Galloway, discendente da una famiglia con tradizione militare il quale decide di capire e spiegare la guerra del Vietnam, recandovisi come inviato di guerra. Alla fine del film proprio lui evita le domande dei suoi colleghi giornalisti, giunti soltanto al termine della battaglia, e quindi non testimoni - come lui - degli atroci combattimenti.

## Colonna sonora
La canzone che fa da sottofondo ad alcune scene di battaglia s'intitola Sgt. MacKenzie.

## Incongruenze storiche
Nel libro del colonnello Moore e del reporter Galloway non c'è traccia della sequenza dell'assalto dell'esercito americano alla montagna presidiata dalle truppe vietnamite - enfatizzata con la grande strage operata dagli elicotteristi e dalla scena del sergente Savage che recupera la tromba che fu del soldato francese caduto nell'imboscata vietnamita ad inizio film (la tromba fu in realtà trovata dal tenente Rick Rescorla nella Landing Zone Albany qualche giorno dopo). Non si menziona, inoltre, la disastrosa ritirata dei soldati statunitensi da X-Ray, che non fu semplice e condusse alla strage della Battaglia della Landing Zone Albany, che costò il quasi totale annientamento del battaglione.